# Interstate 81
Interstate 81 (I-81) é uma rodovia interestadual norte-sul (fisicamente nordeste-sudoeste) na parte leste dos Estados Unidos que passa por Tennessee, Virgínia, Virgínia Ocidental, Maryland, Pensilvânia e Nova Iorque. O seu terminal sul situa-se na I-40 em Dandridge, Tennessee; o seu terminal norte situa-se em Wellesley Island, Nova Iorque, na fronteira com o Canadá, onde a Thousand Islands Bridge a liga à Highway 137 e, por fim, à Highway 401, a principal rodovia de Ontário que liga Detroit a Montreal, via Toronto. As principais regiões metropolitanas ao longo do trajeto da I-81 incluem as Tri-Cities do Tennessee; Roanoke na Virgínia; Harrisburg e o Wyoming Valley na Pensilvânia; e Syracuse em Nova Iorque.
A I-81 atravessa em grande parte os caminhos criados ao longo das Montanhas Apalaches através do Grande Vale dos Apalaches por animais migratórios, povos indígenas e primeiros colonos. Também segue um corredor importante para o movimento de tropas durante a Guerra Civil Americana. Estes trilhos e estradas evoluíram gradualmente para a U.S. Route 11 (US 11); a I-81 é paralela a grande parte da antiga US 11. Sendo majoritariamente de natureza rural, a I-81 é muito utilizada como corredor de caminhões e é frequentemente utilizada como desvio das interestaduais mais movimentadas e congestionadas a leste, como a I-95; por esta razão, é também muito utilizada por traficantes de droga e de seres humanos, uma vez que é menos vigiada pelas autoridades policiais do que a I-95. Este fato levou o FBI a formar um grupo de trabalho para combater este problema em 2017.
A I-81 Corridor Coalition, uma coligação de seis estados, foi organizada para tratar de questões ao longo da I-81, como o tráfego de caminhões e a poluição atmosférica; a comissão reúne-se anualmente. A I-81 faz parte da rota mais rápida entre a capital dos Estados Unidos (Washington, D.C.) e as capitais do Canadá (Ottawa) e do México (Cidade do México).